# Новомосковська (станція метро)
55°33′38″ пн. ш. 37°28′11″ сх. д. / 55.56056° пн. ш. 37.46972° сх. д.
Новомосковська (рос. Новомосковская) — тимчасова кінцева станція Сокольницької лінії Московського метрополітену відкрита 20 червня 2019,  у складі черги «Салар'єво» — «Новомосковська». Розташована за МКАД у Новомосковському адміністративному окрузі Москви. Назва по селищу Комунарка.

## Технічна характеристика
Колонна трипрогінна станція мілкого закладення з однією прямою острівною платформою.

## Оздоблення
Основними кольорами на станції є білий, сірий і бежевий. Для оздоблення станції використані натуральні матеріали: стіни і колони оздоблені мармуром, підлога — гранітом. Станція має два вестибюля, їх наземні павільйони оздоблені сірим і коричневим гранітом, а бічні стіни — зі скла.

## Колійний розвиток
Станція з колійним розвитком: 6-стрілочні оборотні тупики з боку станції «Потапово». Між 3 і 5, а також 4 і 6 станційними коліями є з'їзди. За 5 і 6 станційними коліями є дві камери з'їзду до Комунарської лінії.

## Виходи у місто
- У селище Комунарка.
- На проектований проїзд № 7029.
- До Фитаревської вулиці та вулиці Сосенський Стан.

## Пересадки
- А: 303, 422, 521, 526, 636, 882, 895к, 976